# Tuskulum (naturreservat)
Tuskulum är ett naturreservat i Vindelns kommun i Västerbottens län.
Området är naturskyddat sedan 2015 och är 67 hektar stort. Reservatet omfattar sydvästsluttningen av Mullkälen strax väster om nybygget Tuskulum. Reservatet består av granskog med inslag av asp.